# Parafia Matki Bożej Różańcowej w Żurawiczkach
Parafia  Matki Bożej Różańcowej w Żurawiczkach − parafia rzymskokatolicka znajdująca się w archidiecezji przemyskiej w dekanacie Przeworsk II. 

## Historia
W 1971 roku część Żurawiczek, Maćkówka i Zalesie weszły w skład nowo erygowanej parafii św Barbary przy klasztorze OO. Bernardynów w Przeworsku. Początkowo we wsi był punkt katechetyczny, w którym ojcowie Bernardyni odprawiali w niedzielę Mszę Świętą. 13 czerwca 1975 roku bp Ignacy Tokarczuk poświęcił punkt katechetyczny i nastąpiło jego przekształcenia w kaplicę pw. Matki Bożej Różańcowej i św. Antoniego. 
Budowę kościoła w Żurawiczkach rozpoczęto w roku 1981 według projektu architekta Leonarda Reppela. Bryła kościoła nawiązuje do rzymskiego Koloseum – miejsca męczeństwa tysięcy chrześcijan. Kościół jest zbudowany na planie koła, ma dwa poziomy i 214 okien. 27 maja 1985 roku odbyło się poświęcenie nowego kościoła, jako kościoła filialnego parafii św. Barbary w Przeworsku. 
15 kwietnia 1993 roku dekretem abpa Ignacego Tokarczuka, została erygowana parafia. W latach 1991–1993 zbudowano nowy dom zakonny. 2 lipca 1993 roku został erygowany dom zakonny bernardynów w Żurawiczkach, i pierwszym gwardianem został o. Kryspin Florys.
Na terytorium parafii mieszka 2 400  wiernych (w tym: Żurawiczki – 1270, Maćkówka – 790, Zalesie – 440).
Proboszczowie parafii:
1993. o. Jan Kanty Bartnik OFM.
1993–1999. o. Kryspin Florys OFM.
1999–2002. o. Hubert Frajkowski OFM.
2002–2008. o. Zdzisław Makowiecki OFM.
2008–2011. o. Emanuel Nowak OFM.
2011–2014. o. Nikodem Sobczyński OFM.
2014–2017. o. Salwator Bartosik OFM.
2017–2022. o. Eugeniusz Kaczor OFM.
2022– nadal o. Dariusz Róg OFM .